# Ennordres
Ennordres é uma comuna francesa na região administrativa do Centro, no departamento Cher. Estende-se por uma área de 60,5 km². Em 2010 a comuna tinha 218 habitantes (densidade: 3,6 hab./km²).